# ميلي (فلم 1975)
ميلي (بالهندية: मिली) (بالإنجليزية: Mili) هو فيلم درامي رومانسي هندي باللغة الهندية عام 1975 من إخراج هريشيكيش موخيرجي. ومن النجوم أميتاب باتشان وجايا باتشان وأشوك كومار. حصلت جايا باتشان على ترشيح لجائزة فيلم فير لأفضل ممثلة، وهو الترشيح الوحيد للفيلم. أعيد إنتاج الفيلم باللغة التيلجو في عام 1976 باسم Jyothi وبطولة جاياسودا في الدور الرئيسي. كان فيلم ميلي هو العمل الأخير للملحن الموسيقي ساشين بورمان، الذي توفي بعد أربعة أشهر من إصدار الفيلم.

## حبكة
ميلي هي فتاة تعاني من فقر الدم الخبيث، وهو اضطراب كان يعتبر غير قابل للعلاج في ذلك الوقت. إن سلوكها الحيوي والفضولي والمبهج ينشر السعادة في حياة الجميع. تصبح مصدر إلهام لجارها الجديد شيخار الذي يعاني من الاكتئاب وإدمان الكحول. بطرقها المبهجة، تغير شيخار ويقع في حبها، دون أن يعلم بمرضها. عندما علم بذلك، فكر في الذهاب بعيدًا لأنه لا يستطيع أن يتحمل رؤيتها تموت. توبيخ من جارتهم رونا يجعله يعيد النظر في قراره. يعرض عليها الزواج ويأخذها إلى الخارج للعلاج. يبدأ الفيلم وينتهي بمشهد طائرة تقلع، وعلى ما يبدو أنها تحمل الزوجين إلى سويسرا حيث يأملان في العثور على علاج لمرض ميلي.

## الممثلون
- أميتاب باتشان في دور شيخار ديال
- جايا بهادوري في دور ميلي خانا
- أشوك كومار في دور السيد خانا، والد ميلي
- أوشا كيران في دور شاردا خانا
- سوريش شاتوال في دور رانجيت خانا
- شوبها خوتي كجارة
- أرونا إيراني في دور رونا سينغ

## الموسيقى التصويرية
كتب جميع الكلمات من قبل يوغيش. جميع الموسيقى هي مُؤلفة من قبل S.D. بورمان 
| رقم | عنوان                  | المغني (ات)                | الطول |
| --- | ---------------------- | -------------------------- | ----- |
| 1.  | "أيه توم ياد مجيه"     | كيشور كومار                | 04:41 |
| 2.  | "بادي سووني سووني هاي" | كيشور كومار                | 03:29 |
| 3.  | "ماين كاه فولون س"     | لاتا مانغيشكار             | 05:03 |
| 4.  | "بادي سوني سوني هاي"   | كيشور كومار                | 03:40 |
| 5.  | "بادي سوني هاي زينغيا" | كيشور كومار، أميتاب باتشان | 04:04 |

## روابط خارجية
- مقالات تستعمل روابط فنية بلا صلة مع ويكي بيانات